# Derecho internacional privado

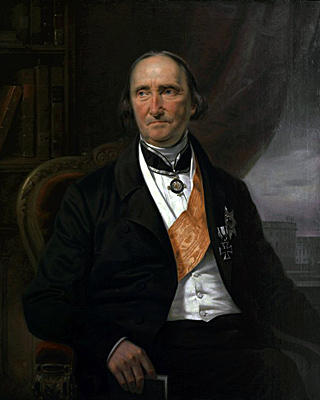
Friedrich Karl von Savigny fue de los primeros en sistematizar esta disciplina en su obra "Sistema de Derecho Romano Actual".

El derecho internacional privado es la rama del derecho que tiene como objeto los conflictos internacionales sobre jurisdicción competente, conflictos de leyes, y la cooperación procesal internacional; en los casos donde se afecta intereses de un privado.
El derecho internacional privado es internacional debido objeto, no debido a su origen, puesto que se tata de un derecho esencialmente nacional. La internacionalidad significa el contacto con algún sistema jurídico distinto al  ordenamiento del juez que debe resolver la controversia.
Trata  temas de gran importancia sobre las relaciones jurídicas entre los Estados. En este orden de cosas, regula el execuátur y la extradición.

## Característica Ideológica
Según el autor Werner Goldschmidt, el Derecho Internacional Privado se basa en una suerte de ideología denominada "cosmopolitismo jurídico", que profesa el respeto al derecho extranjero y su aplicación por medio de la imitación por los tribunales locales. Esta ideología sería contraria al "chauvinismo jurídico", que ve en el derecho extranjero "un ejército invasor al cual un jurista patriota debe poner en fuga".

## Características del derecho internacional privado
- Es un derecho nacional: Cada país dicta normas propias de derecho internacional privado, lo que puede llevar a conflictos entre ellos.
- Es un derecho positivo: Sus normas se encuentran en diversos textos legales, preferentemente en los códigos civiles. También se hallan en los tratados en los que los países determinan la mejor forma de resolver conflictos de leyes.
- Contiene un elemento particularizante: El término "extranjero" dentro de la relación.
- Forum shopping: Consiste en la práctica de los abogados de plantear la solución de sus controversias internacionales ante el tribunal que competa y que, a tenor de la ley aplicable, dará la respuesta jurídica más favorable a sus intereses.

## La concepción privatista del derecho internacional privado
Se denomina como “relaciones privadas internacionales” a aquellas que en su composición presentan elementos extranjeros, ya sean subjetivos u objetivos, los primeros referidos a las personas y los segundos a bienes o actos jurídicos que componen dicha relación. (González Martín 2008)
Las fuentes del derecho internacional privado pueden ser cuatro; las de derecho internacional privado autónomo, que son ordenamientos jurídicos puramente nacionales; las de derecho internacional privado convencional, integrado por tratados internacionales bilaterales o multilaterales; las de derecho internacional privado institucional, que se integra por ordenamientos jurídicos derivados de un proceso de integración económica, como puede ser la Unión Europea o el Mercosur; y las de derecho internacional privado trasnacional, que está integrado por la denominada Nueva Lex Mercatoria o New Law Merchant, en su aspecto sustantivo y adjetivo. Fernández Rozas, José Carlos y Sánchez Lorenzo, Sixto 2001)
En todo caso, las fuentes de derecho internacional privado forman parte del ordenamiento jurídico nacional, ya que los tratados internacionales deben aprobarse y ser ratificados conforme a las normas constitucionales nacionales y, en su caso, las normas de derecho internacional privado institucional deben ser integradas al mismo ordenamiento nacional por los métodos que determine el derecho nacional. Respecto al caso de la lex mercatoria podemos afirmar que su existencia depende del reconocimiento de la libertad contractual otorgada a los particulares.
En ese sentido, puede afirmarse que el derecho internacional privado es el sector del ordenamiento nacional que regula las relaciones privadas internacionales. (González Campos, Julio Diego 2004).
De acuerdo a la escuela de concepción estricta, seguida principalmente en Alemania y en Italia, se atribuye como contenido a la materia solo el derecho aplicable o conflicto de leyes, en tanto los temas de competencia judicial internacional y reconocimiento y ejecución de sentencias judiciales extranjeras o laudos arbitrales extranjeros se estudian como parte del denominado derecho procesal civil internacional. (Rigaux, Francois, 1985)
De otro lado es importante destacar que la escuela de concepción amplia, seguida originada en Francia y con fuerte influencia en gran parte de América Latina apuntan que son temas de estudio de la materia la nacionalidad, la condición jurídica del extranjero y los conflictos de leyes y conflictos de jurisdicción. (Pereznieto Castro, Leonel, 2006)
Finalmente de acuerdo a la escuela de concepción intermedia, el contenido temático del derecho internacional privado, lo es la denominada competencia judicial internacional, el derecho aplicable y el reconocimiento y ejecución de sentencias judiciales extranjeras o laudos arbitrales extranjeros. (Clarkson, CMV & Hill, Jonathan, 2006)
La competencia judicial internacional es el sector del derecho internacional privado que determina los casos y las circunstancias bajo las cuales un juez nacional habrá de conocer de un caso derivado de una relación privada internacional.
El derecho aplicable es el sector dedicado a determinar cual habrá de ser el derecho conforme al cual habrá de resolver el fondo de asunto derivado de una relación privada internacional, dentro del que existen diversas técnicas de reglamentación que a saber son:
• La norma de conflicto,
• La norma material especial (dentro de las que englobo a la norma material de derecho internacional privado y la norma material de derecho uniforme),
• La norma de extensión y,
• La norma de aplicación inmediata
Finalmente, el reconocimiento y ejecución de sentencias judiciales extranjeras o laudos arbitrales extranjeros es el concreto sector del derecho internacional privado que determina los requisitos e impedimentos que deben atenderse ante los casos en que deba conocerse de un reconocimiento y en su caso, ejecución de una sentencia o laudo dictado en el extranjero.

## Cuestiones del derecho internacional privado

### Aplicación del derecho extranjero
Cuando una norma indirecta remite a la aplicación del derecho extranjero, se requiere discernir si se refiere al derecho extranjero como tal o la consideración del mismo como un mero hecho.
Posteriormente, en el aspecto procesal, se deberá decidir si el derecho extranjero es aplicado de oficio por el juez o solo corresponde aplicarlo cuando ha sido alegado y debidamente probado por la parte que lo requiere.

### Clasificaciones
Lex fori: significa la ley del juez que conoce el asunto. Cuando se presenta a un juez un asunto que reviste un carácter internacional, este debe preguntarse sobre la ley aplicable a dicho asunto. En algunos casos se aplicará la lex fori. Tradicionalmente, la lex fori regula las cuestiones de
procedimiento, cualquiera que sea la lex causae.
El ordenamiento
jurídico competente para calificar es el derecho civil del juez que conoce el pleito. El fundamento jurídico: se sostiene que el legislador al declarar competente una ley extranjera restringe la aplicación de sus reglas internas, o sea que la definición de los términos de la norma indirecta deba darse de acuerdo a la ley del juez. 
El fundamento práctico: Niboyet señala que una necesidad
práctica lleva a seguir la lex fori, dice que el caso del testamento ológrafo del neerlandés se rige por la ley del lugar de celebración del acto en cuanto a la forma, para la capacidad por la ley nacional del incapaz.
¿Cómo determinar la ley competente sin fijar previamente la calificación? Para él solo es posible la calificación previa aplicando la lex fori. 
El argumento de la soberanía es abandonado, y la teoría se afirma principalmente en las siguientes razones. La determinación del derecho extranjero aplicable a una relación jurídica supone la previa identificación de la ley competente, pero para ello debe calificarse la relación, y esa función solo incumbe a la lex fori. Por otra parte, es indiscutible la necesidad de
coherencia que debe existir entre las categorías usadas en las normas sustanciales y las usadas en las reglas de derecho internacional privado de un
mismo ordenamiento jurídico. 
Bartin reserva a la lex causae la calificación de los bienes, y en materia de autonomía de voluntad, como también hace Niboyet. 
La crítica que puede formularse a esta teoría es que conduce
a una limitación de la aplicación del derecho extranjero.
Lex causae: designa la ley que regula el fondo del asunto, una vez designada por
las normas de conflicto de leyes. 
La calificación debe ser dada por la ley competente para regir la relación jurídica. Despagnet dice que cuando el legislador ordena aplicar una ley extranjera a una determinada relación desea que esa ley extranjera sea aplicada
en cuanto organiza y regula dicha relación.
Este autor excluye los puntos de conexión de la calificación según la lex causae. Distingue la definición de los términos contenidos en el tipo legal de la de los puntos de conexión. La calificación de estos corresponde a la lex fori. Criterio que comparte Wolff al atribuir a la lex fori la función definidora de
los términos "nacionalidad o domicilio". Se critica esta teoría diciendo que determina un círculo vicioso, ya que es necesario previamente calificar la relación jurídica para determinar la ley
competente. La determinación del derecho presupone la calificación de la relación jurídica. El problema que plantea la lex causae es que esta puede
remitir a otro derecho y, por lo tanto, la lex causae tampoco es definitiva.

### Cuestión previa
Para la resolución de una cuestión de derecho internacional privado puede ser necesario resolver una cuestión previa o preliminar relacionada con la principal. Por ejemplo, en una sucesión internacional (cuestión principal) es necesario resolver sobre la validez de una adopción (cuestión previa).Es decir que la cuestión "principal", depende siempre de la resolución de la llamada cuestión"incidental", estas cuestiones incidentales pueden ser una o varias cuestiones a resolver por el juez competente,y resuelta la "cuestión previa", se continua con el curso de la cuestión principal. Recordemos que la cuestión previa se presenta después de determinar el derecho aplicable a la"cuestión principal", con independencia, que la solución de la principal dependa de ella. Lo que se analiza es qué derecho es aplicable a la cuestión previa.
Es una cuestión preliminar o incidental que se plantea cuando en un caso iusprivatista con elementos extranjeros la resolución principal queda supeditada a la resolución de esta cuestión incidental. Por ejemplo, para poder decidir la vocación hereditaria entre cónyuges supérstite primero
deberá resolverse la validez del matrimonio.
CASO JURISPRUDENCIAL- PONNOUCANNAMELLE C/ NADIMOUTOUPOUELLE
POR IMPUGNACIÓN DE TESTAMENTO. ( CUESTION PREVIA, EJEMPLO)
Familia de nacionalidad británica originaria de la India que tienen varios hijos legítimos y un hijo adoptivo. La adopción de Soccalingam se realiza de acuerdo a la ley india (británica).
Soccalingam se casa y tiene un hijo legítimo. 
Soccalingam
muere antes que su padre adoptivo, su padre adoptivo tenía bienes en la Cochinchina perteneciente al Estado francés. Su
padre adoptivo fallece en 1925, pero en 1922 deja un testamento en donde deshereda a su nieto adoptivo. El testamento lo hace ante notario de las Indias
francesas. 
El hijo de Soccalingam es representado por su madre, esposa de Soccalingam. La
madre impugna el testamento, se funda en que el Código de Napoleón queestablece que los inmuebles situados en Francia debía regirse por la ley francesa, la cual llama a la sucesión en calidad de heredero legitimario al nieto adoptivo que por derecho de representación ocupa en el lugar del padre premuerto.
Tanto
el Tribunal de Saigón, como la Corte y la Corte de Casación rechazan la
pretensión de Ponnoucannamelle. 
Reconoceque la adopción es válida por la ley de la India, la ley personal del adoptante
y adoptado, pero rehúsa reconocer efectos sucesorios a esta adopción con respecto a los inmuebles del causante adoptante situados en la Cochinchina porque las reglas sobre transmisión sucesorio de inmuebles situados en Francia se
vinculan al estatuto real y están regidas exclusivamente por la ley francesa y, en segundo término, porque el art. 344 del Código francés prohíbe la adopción a
quienes tienen hijos legítimos y constituye una norma de orden público, lo que resultaría violado si un heredero adoptivo según ley extranjera fuera admitido en la sucesión del adoptante abierta en Francia en concurrencia con los hijos legítimos.
En consecuencia, la causa principal es la sucesión y la incidental es la adopción.
La ci derecho internacional privado II de 1979 establece que las cuestiones preliminares no necesariamente deben ser resueltas de acuerdo a la ley que regula la cuestión principal.

### Reenvío
(Caso por cual surge el reenvió) JURISPRUDENCIA – CASO FORGO.
Un hombre nacido extramatrimonialmente en Baviera en 1801, se traslada con su madre a Francia. Forgo se casa y sobrevive a su esposa no deja descendencia y al morir en 1869 no deja un testamento.
Litigio conformado por los colaterales de la madre de Forgo y el Fisco francés en torno
al patrimonio relicto mobiliario sito en Francia.
Los colaterales invocan el derecho bávaro, según el cual heredaban parientes colaterales, mientras que el fisco se basó en el derecho francés, en el cual los
colaterales de padres extramatrimoniales no heredan.
El domicilio legal de Forgo era en Baviera, a pesar de que su domicilio de hecho era Francia. El tribunal francés aplica en primer término el derecho bávaro porque Forgo no tenía domicilio legal en Francia y el derecho sucesorio se rige por el derecho de la nacionalidad, remite el caso al derecho bávaro, pero las normas del derecho internacional privado bávaras entienden que en la institución de la sucesión rige el último domicilio del causante; en consecuencia, los jueces de Francia se dan por reenviados y aplica su ley, denegando la pretensión a los colaterales y declarando la sucesión vacante. 
CLASES DE REENVÍO
Primer grado: sucede cuando la regulación de la relación jurídica privada retorna al punto de partida y el tribunal lo acepta aplicando su derecho.
Segundo grado: sucede cuando el juez que entiende en el caso declara aplicable un derecho extranjero cuyo derecho internacional privado lo envía a un tercer Estado, por ejemplo un argentino domiciliado en el Reino Unido y que fallece en Francia. El derecho internacional privado francés dice que se aplica la ley de la nacionalidad o sea que el causante es argentino, entonces lo remite al derecho argentino, el derecho internacional privado argentino establece que la sucesión se rige por la ley del último domicilio del causante, el causante vivía en el Reino Unido, entonces lo remite al Reino Unido. 
Teoría de la referencia mínima: esta teoría afirma que la consecuencia jurídica de la norma indirecta al declarar aplicable el derecho extranjero hace referencia al derecho interno con exclusión del derecho internacional privado extranjero.
Teoría de la referencia media: la regla del derecho internacional privado del juez se refiere al derecho internacional privado extranjero y al derecho interno extranjero, pero es necesario que el derecho extranjero acepte la remisión y admita la aplicación de su derecho de fondo, de lo contrario podría suceder que el derecho internacional privado de ese país extranjero no aceptar la aplicación de su derecho de fondo o sea estaría desistiendo en consecuencia vuelve al Estado
primigenio y este deberá buscar otro punto de conexión con otro derecho.
Teoría de la referencia máxima: la regla del dip del juez indica como aplicable otro
derecho extranjero o sea aplica tanto al derecho internacional privado extranjero, como las normas indirectas de importación y  exportación y el derecho aplicable.
Puede suceder lo siguiente: en el caso de aceptación las reglas del derecho internacional privado extranjero declaran aplicable su derecho interno, pero en el reenvío de segundo grado las
normas del derecho internacional privado extranjero no declaran aplicable el derecho interno, sino que declaran aplicable el derecho de otro Estado; por ejemplo, el juez del Estado A declara aplicable o remite el caso al Estado B, este no aplica su derecho interno y lo remite al Estado C, quien acepta la invitación y aplica su derecho
interno.
También puede suceder que ninguno de los dip declarados aplicables quiera aplicar su derecho interno, en este caso esta denegación lo reenvía al primer Estado
(reenvío de primero).
PARA QUE SE DE EL REENVÍO DEBEN EXISTIR DOS ORDENAMIENTOS
JURÍDICOS QUE TENGAN NORMAS DEL DERECHO INTERNACIONAL PRIVADO; QUE LOS PUNTOS DE CONEXIÓN SEAN DISTINTOS Y QUE SE DE LA TEORÍA DE LA REFERENCIA MÁXIMA.

## Límites a la Aplicación del Derecho Extrenjero

### Fraude a la ley
Mediante una serie de actos, que aisladamente pueden ser lícitos, se intenta sustraerse de la aplicación de la ley que normalmente regiría la relación internacional, sometiéndose a una más beneficiosa.

### Orden Público Internacional
Más correctamente denominado "Orden Público de Derecho Internacional Privado", es una excepción a la aplicación de la ley extranjera competente, a causa de su incompatibilidad manifiesta con aquellos principios y valores que se consideran fundamentales en el ordenamiento jurídico del foro.

### Institución Desconocida
Savigny planteó como límite a la aplicación del derecho extranjero,  a aquellas "instituciones de un Estado extranjero cuya existencia no está reconocida en el nuestro, y que, por consiguiente, no pueden pretender la protección de los tribunales".